# 井上彪
井上 彪（いのうえ たけし、1945年9月24日 - ）は、元三菱食品代表取締役社長、元日本加工食品卸協会副会長。東京都出身。
1970年に成蹊大学法学部卒業後、同年4月に三菱商事入社。
三菱商事元副社長で、三菱グループの菱食社長として、フードサービスネットワーク、サンエス、リョーショクリカーなど三菱商事系卸売会社4社の統合にあたり、経営統合により生まれた売上高2兆円を超える日本最大の食品卸会社・三菱食品の初代社長を務めた。

## 経歴
- 1970年3月 成蹊大学法学部卒業
- 1970年4月 三菱商事株式会社入社
- 2000年4月 同社 食品本部長
- 2001年6月 同社 執行役員食品本部長
- 2002年4月 同社 常務執行役員生活産業グループCOO
- 2002年11月 株式会社菱食（現 三菱食品株式会社）取締役
- 2003年6月 三菱商事株式会社代表取締役 兼 常務執行役員 生活産業グループCEO
- 2006年4月 三菱商事株式会社代表取締役 兼 副社長執行役員
- 2010年6月 三菱商事株式会社常任顧問
- 2011年6月 株式会社菱食（現 三菱食品株式会社）代表取締役社長
- 2016年6月 三菱食品株式会社取締役を退任[3]